# Sidi Nsir
Sidi Nsir (àrab: سيدي نصير, Sīdī Nṣīr) és una vila de Tunísia, a la governació de Bizerta, delegació de Mateur. Està situada uns 9 km a l'est de Joumine i a l'oest de l'embassament de Joumine. A l'est queda també el Djebel Lansarine. És una vila agrícola amb uns 10.000 habitants.
El novembre de 1942 fou ocupada pels aliats, però els alemanys van oferir resistència i s'hi van produir combats el febrer de 1943.